# Mujer bañándose en un río (Rembrandt)

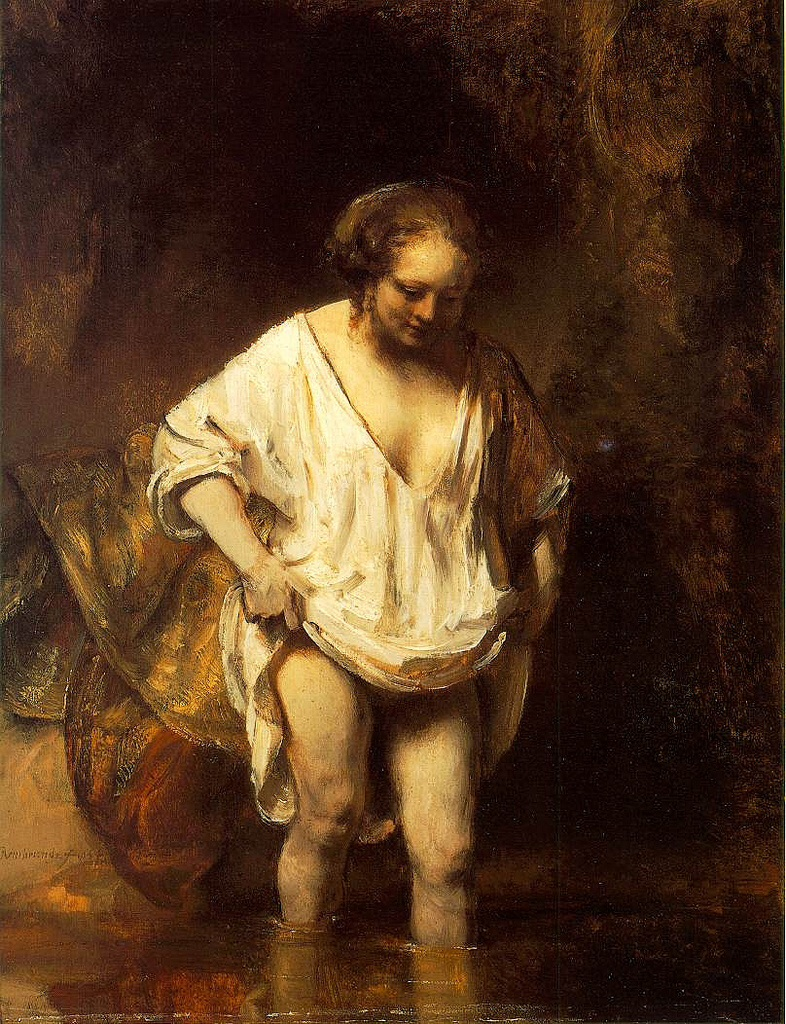
Mujer bañandose en un río.

Mujer bañándose. también titulado Mujer bañándose en un río, es un cuadro del pintor holandés Rembrandt van Rijn de 1654, con 61,8 x 47 centímetros. Muestra a una mujer joven, probablemente Hendrickje Stoffels, entrando en el agua fría de un río. La pintura ha estado en la colección de la National Gallery de Londres desde 1831.

## Imagen
Rembrandt pintó Mujer bañándose en un río en el año en que se hizo público que tenía una relación con su ama de llaves Hendrickje Stoffels, quien se había ido a vivir con él siete años antes. Se supone que Hendrickje también fue la modelo para esta pintura, en parte por la calidez y la intimidad que irradia la obra. No hay nada planificado, parece un momento casual de la realidad cotidiana. La atención de la joven está completamente centrada en la sensación del agua fría y no mira al espectador. Rembrandt sin embargo logra evitar el desapego y crear una sensación de cercanía, uno de los aspectos que demuestra su maestría.

## Estilo
Típico de Rembrandt es su uso del claroscuro en esta obra, en el espíritu de Caravaggio. La iluminación es extremadamente teatral. La luz cae sobre la figura desde la parte superior izquierda. Su camisa de lino arrugada contrasta con la piel suave. Al usar una paleta de colores limitada sobre un fondo marrón oscuro, parece como si la mujer entrara en la luz desde la oscuridad. La túnica dejada en la orilla solo es visible, porque Rembrandt pinta sus tonos rojos y dorados en la tonalidad ocre general.
Una característica especial de Mujer bañándose en un río es la forma espontánea, esquemática, casi impresionista en la que está pintada. Las pinceladas son claramente visibles y parecen haberse aplicado muy rápidamente. Particularmente en la camisa, los movimientos del pincel mojado en la pintura todavía húmeda son casi reconocibles. Algunas áreas, como el brazo derecho y el hombro izquierdo, están claramente sin terminar. La capa interna amarillenta cálida todavía es visible en algunos lugares, incluso en el dobladillo de la camisa que la joven levanta, y sugiere un cierto efecto de sombra. Se crea una apariencia malva agregando toques rojos. Rembrandt aplica varias gradaciones de blanco y simplemente coloca los diferentes colores uno al lado del otro. En las sombras más oscuras, usa negro puro.

## Tema bíblico o retrato personal
Se ha sugerido que esto puede ser un estudio para otra obra, posiblemente una escena bíblica, como las que Rembrandt pintó muchas veces, generalmente por encargo. En parte debido a la túnica carmesí con incrustaciones de oro en la orilla, algunos historiadores del arte han afirmado que podría ser Betsabé o Susana , ambas mujeres observadas durante el baño. Sin embargo, no hay suficiente evidencia convincente para esta hipótesis. La suposición de que se trata de un estudio preliminar también puede cuestionarse, ya que Rembrandt nunca realizó estudios ni bocetos en pintura al óleo. Puede que solo sea una pintura amorosa de Hendrickje que hizo entre un trabajo y otro, no por encargo, sino simplemente para su propio placer. La historiadora del arte Erika Langmuir sugiere que Rembrandt pudo haber pintado deliberadamente el vestido en la orilla más tarde para no dar la impresión de que "sólo quería hacer un retrato personal y sensato de su amada".